# Brštica
Brštica (cyr. Брштица) – wieś w Serbii, w okręgu maczwańskim, w gminie Krupanj. W 2011 roku liczyła 1093 mieszkańców.